# 长江路街道 (鹤壁市)
长江路街道，是中华人民共和国河南省鹤壁市淇滨区下辖的一个乡镇级行政单位。

## 行政区划
长江路街道下辖以下地区：
祥和社区、华夏社区、吕庄村、牛庄村、郭小屯村、小辛庄村和桃园村。